# ۱۴۴ (قمری)
۱۴۴ (قمری)، صد و چهل و چهارمین سال در گاهشماری هجری قمری است. اول محرم این سال برابر با پانزدهم آوریل سال ۷۶۱ میلادی است.